# Abdoul Mbaye
Pour les articles homonymes, voir Mbaye.
Abdoul Mbaye (), né le 13 avril 1953 à Dakar, est un homme d'affaires, banquier et homme d'État sénégalais qui a exercé les fonctions de directeur général de la Banque de l'habitat du Sénégal (BHS), de la Banque sénégalo-tunisienne (BST) et de l'Attijari Bank du Sénégal avant d'être nommé Premier ministre par le président de la République Macky Sall le 3 avril 2012. Après un an et demi, il quitte le gouvernement. Il devient ensuite président de l'Alliance pour la citoyenneté et le travail (ACT).

## Biographie

### Jeunesse et formation
Fils du magistrat Kéba Mbaye – qui a été premier président de la Cour suprême du Sénégal puis du Conseil constitutionnel et est décédé en 2007 – Abdoul Aziz Mbaye est l'aîné d'une fratrie de trois frères et cinq sœurs, parmi lesquels Cheikh Tidiane Mbaye ancien directeur général de la Sonatel.
Abdoul Mbaye est diplômé de l'École des hautes études commerciales de Paris (HEC-Paris), de la Sorbonne et de l'université Cheikh Anta Diop (UCAD) de Dakar.

### Carrière bancaire
En 1976, il rejoint la Banque centrale des États de l’Afrique de l’Ouest comme économiste au département Recherche où il travaille sous les ordres d'Alassane Dramane Ouattara et en 1977 comme économiste principal et comme chef du service de la prévision.
En 1982, il est nommé président-directeur général de la Banque de l'habitat du Sénégal par le président Abdou Diouf où il reste jusqu'en 1990. Cette année-là, il est appelé à participer à la restructuration de la Banque internationale pour l'Afrique occidentale (BIAO) du Sénégal et devient le Directeur Général de la Compagnie bancaire de l'Afrique occidentale (CBAO) créée sur les cendres de la BIAO. Tout en étant à la tête de la CBAO, Abdoul Mbaye lance la première société de leasing au Sénégal et le premier fonds d'investissement de l'Afrique de l'Ouest.
En 1999, il fait partie du consortium qui rachète la Banque sénégalo-tunisienne (BST) dont il devient le directeur général. Il parvient à redresser les résultats qui progressent considérablement les trois années suivantes.
En 2006, Attijariwafa Bank rachète la majorité des parts de la BST. Le consortium mené par Abdoul Mbaye réalise une belle plus-value lors de l'opération. Abdoul Mbaye empoche un chèque de quatre milliards et son associé le magnat sénégalais du btp alioune sadio sow dix milliards. En août 2007 est nommé cumulativement avec ses fonctions de pca de la banque, président directeur général d'attjirabank senegal jusqu'à son départ en janvier 2009. Abdoul Mbaye a été aussi administrateur de Mastercard pour le Moyen-Orient et l'Afrique.

### Autres activités
Abdoul Mbaye a en outre présidé l’Association professionnelle des banques et établissements financiers du Sénégal (APBEF) du Sénégal puis l'APBEF de l’Union économique et monétaire ouest-africaine (UEMOA). Figure importante au sein des organisations patronales du Sénégal, il est également le premier président du Groupement Interbancaire Monétique de l'UEMOA (GIM-UEMOA) et enseigne la  « Politique monétaire » au sein de l’ENA du Sénégal.
Il compte parmi les fondateurs de la Fondation Kéba Mbaye pour l’éthique, en hommage à son père.
Il a également été membre fondateur et président de l’Institut sénégalais des administrateurs (ISA) et président du conseil d’administration de l’École Polytechnique de Thiès.
Il a été trésorier général de la Fédération sénégalaise de football, président de la Fédération sénégalaise d’athlétisme et vice-président du Comité national olympique et sportif sénégalais. Il est membre de la commission marketing du Comité international olympique (CIO).

### Primature
Le 3 avril 2012, il est nommé Premier ministre par Macky Sall, au lendemain de la prestation de serment de ce dernier avec pour tâche d'« améliorer les conditions de vie »  de la population tandis que le pays doit faire face à des pénuries alimentaires et qu'il a à convaincre avant les échéances législatives prévues pour le 1er juillet 2012.
Il compose un gouvernement réduit à vingt-cinq ministres, comme promis par Macky Sall, dans lequel domine l'Alliance pour la République (APR) du président (8 membres) et plus généralement la coalition Macky 2012 (11 ministres) mais qui regroupe également les principales forces d'opposition à l'ancien chef d'État Abdoulaye Wade : l'alliance Bennoo Siggil Senegaal de Moustapha Niasse (3 ministres dont 2 Alliance des forces de progrès et 1 de la Ligue démocratique), le Bennoo Ak Tanor d'Ousmane Tanor Dieng (3 ministres dont 2 du Parti socialiste et 1 écologiste), le Rewmi d'Idrissa Seck (2 ministres), le Front pour le socialisme et la démocratie/Benno Jubël (FSD/BJ) de Cheikh Bamba Dièye (1 ministre) et le Parti de l'indépendance et du travail (PIT) de Maguette Thiam (1 ministre). S'y ajoutent des personnalités de la société civile qui ont aussi marqué les manifestations anti-Wade, comme le chanteur Youssou N'Dour, nommé à la Culture et au Tourisme. Plusieurs remaniements modifient cette composition.
En décembre 2012, il fait face à une motion de censure déposée par le groupe des Libéraux et démocrates en raison du rôle présumé d'Abdoul Mbaye dans le placement dans la banque sénégalaise dont il était directeur général de l’argent du président du Tchad, Hissène Habré, lors de l'exil de ce dernier à Dakar en 1990.
Il est démis de ses fonctions le 1er septembre 2013, remplacé par Aminata Touré.

### Distinctions
- Chevalier de l’ordre national du Lion (Sénégal)
- Grand-croix de l'ordre national du Mérite (France)[2]
- Commandeur de l’ordre du Mérite (Sénégal)